# 甲拉马先蒿
甲拉马先蒿（学名：Pedicularis kialensis）为列当科马先蒿属的植物，为中国的特有植物。分布在中国大陆的四川等地，生长于海拔3,050米至4,875米的地区，一般生长在河边及林下，目前尚未由人工引种栽培。